# Christine Sinclair
Christine Margaret Sinclair (Burnaby, 12 giugno 1983) è un'ex calciatrice canadese, di ruolo attaccante. Ha giocato 331 partite, realizzato 190 reti e vestito la fascia di capitano con la maglia della nazionale canadese.
Sinclair ha partecipato a cinque edizioni del campionato mondiale (USA 2003, Cina 2007, Germania 2011, Canada 2015 e Francia 2019), segnando in tutte le edizioni almeno 1 gol, e quattro tornei di calcio alle Olimpiadi estive (Pechino 2008, Londra 2012, Rio de Janeiro 2016 e Tokyo 2020), durante i quali si è aggiudicata due medaglie di bronzo e una d'oro. È stata per sette volte Canadian Players of the Year (2005-11), ed inoltre è stata nominata World Player of the Year dalla FIFA per cinque volte (2005, 2006, 2007, 2008 e 2010).

## Carriera

### Giovanili
Nata a Burnaby, Colombia Britannica, Sinclair è la nipote dell'ex giocatore del North American Soccer League, Bruce Gant, e anche dell'ex giocatore della nazionale canadese di calcio e della NASL, Brian Gant.
È cresciuta giocando sia a baseball che a calcio nel campionato di Burnaby per ragazzi, ha fatto parte della locale all-star team under-11 come seconda base. È qui che ha scelto il numero 12 come omaggio all'allora Toronto Blue Jays seconda base, Roberto Alomar.
È stata selezionata per l'all-star team under-14 della British Columbia a 11 anni, ed ha condotto il Burnaby Girls Soccer Club a sei titoli nazionali, cinque titoli provinciali e come capitano della squadra della sua scuola, la Burnaby South Secondary School, a tre scudetti. Ha giocato per la nazionale Under 18 del Canada prima di fare il suo debutto nella Nazionale maggiore nel 2000 nella Algarve Cup.

### College
Nel 2001, Sinclair è passata al Università di Portland. Lì ha segnato 23 reti e fornito 8 assist nella sua prima stagione. È stata chiamata Freshman of the Year dalla rivista di calcio, America.
Nella stagione 2002 del college a Portland, ha segnato 26 reti nella Divisione I. I suoi ultimi due gol sono stati nella partita di campionato nazionale contro la squadra rivale dell'Santa Clara, il secondo dei quali era un golden goal che ha fatto vincere il campionato nazionale. Sinclair è stata tre volte Giocatrice nazionale dell'Anno, ed è stata finalista per l'Hermann Trophy, premio al giocatore migliore dell'anno nel calcio del college. È stata anche West Coast Conference Player of the Year. Sulla scia del successo fu anche nominato dal The Globe and Mail (Toronto) come una delle 25 persone dello sport più influenti in Canada nel 2002.
Sinclair ha scelto il Redshirt nel 2003 per giocare per il Canada alla Coppa del Mondo femminile. Tornò a Portland nel 2004, segnando 22 gol in quella stagione, ed è stata nuovamente nominata Giocatrice WCC dell'anno. Inoltre ha vinto il Trofeo Hermann di quella stagione.
Durante l'ultimo anno di Sinclair a Portland, superò il record di reti segnati di tutti i tempi nella Division I con 39 reti. Ha coronato la sua carriera collegiale con due gol nel 4-0 contro l'UCLA nella partita per il titolo nazionale. È stata di nuovo nominata Giocatrice WCC dell'anno, diventando il secondo giocatore nella storia a ricevere tale onorificenza per tre volte. Sinclair è stata anche nominata Academic All-American of the Year dall'ESPN The Magazine (si è laureata con un 3,75 media più alta nelle scienze della vita). Ha anche vinto il M.A.C. Hermann Trophy, diventando il quarto giocatore e la terza donna a vincerlo. Sinclair ha vinto la Honda-Broderick Cup come atleta donna di college dell'Anno. È diventata la terza giocatrice di calcio a vincere tale premio, con Mia Hamm e Cindy Daws.

### Club

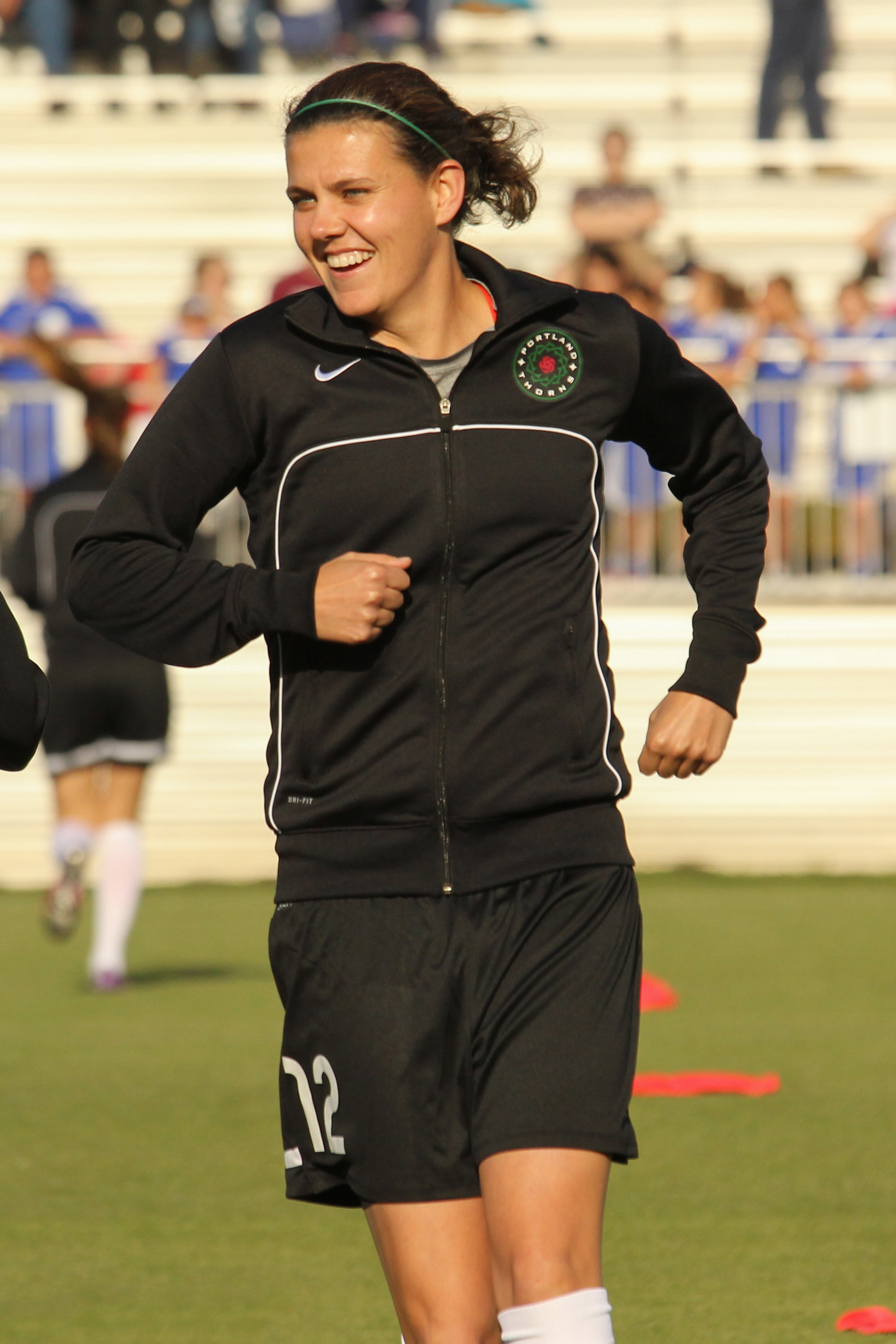
Sinclair in riscaldamento prepartita ai nel 2013

Sinclair è stata scelta dal FC Gold Pride con la prima scelta al secondo turno (ottavo assoluto) del progetto iniziale WPS internazionale. Si è trasformata in una delle prime due attaccanti disponibili con la compagna di squadra Marta e hanno vinto il campionato stagionale. Il club ha cessato l'attività il 16 novembre 2010.
Il 10 dicembre 2010, il Western New York Flash della Woman's Professional Soccer (WPS) hanno annunciato di aver acquistato l'attaccante canadese. Ancora una volta Sinclair ha contribuito a portare la sua squadra alla vittoria del campionato stagionale, diventando leader del campionato con (10) reti e (8) assist nel 2011.
Il 27 agosto 2011 a Rochester, è stata nominata MVP della finale dove il Western New York Flash ha vinto diventando campione della Woman's Professional Soccer (WPS). La rete di Sinclair al 64' ha dato al Flash un vantaggio per 1-0 sul Philadelphia Independence, e quando si è arrivato ai calci di rigore, Sinclair ha segnato il secondo rigore come le altre giocatrici del Flash che hanno segnato tutti e cinque i loro rigori.
Nel 2013 è stato annunciato che avrebbe giocato nel Portland Thorns nella stagione inaugurale della National Women's Soccer League.

### Nazionale

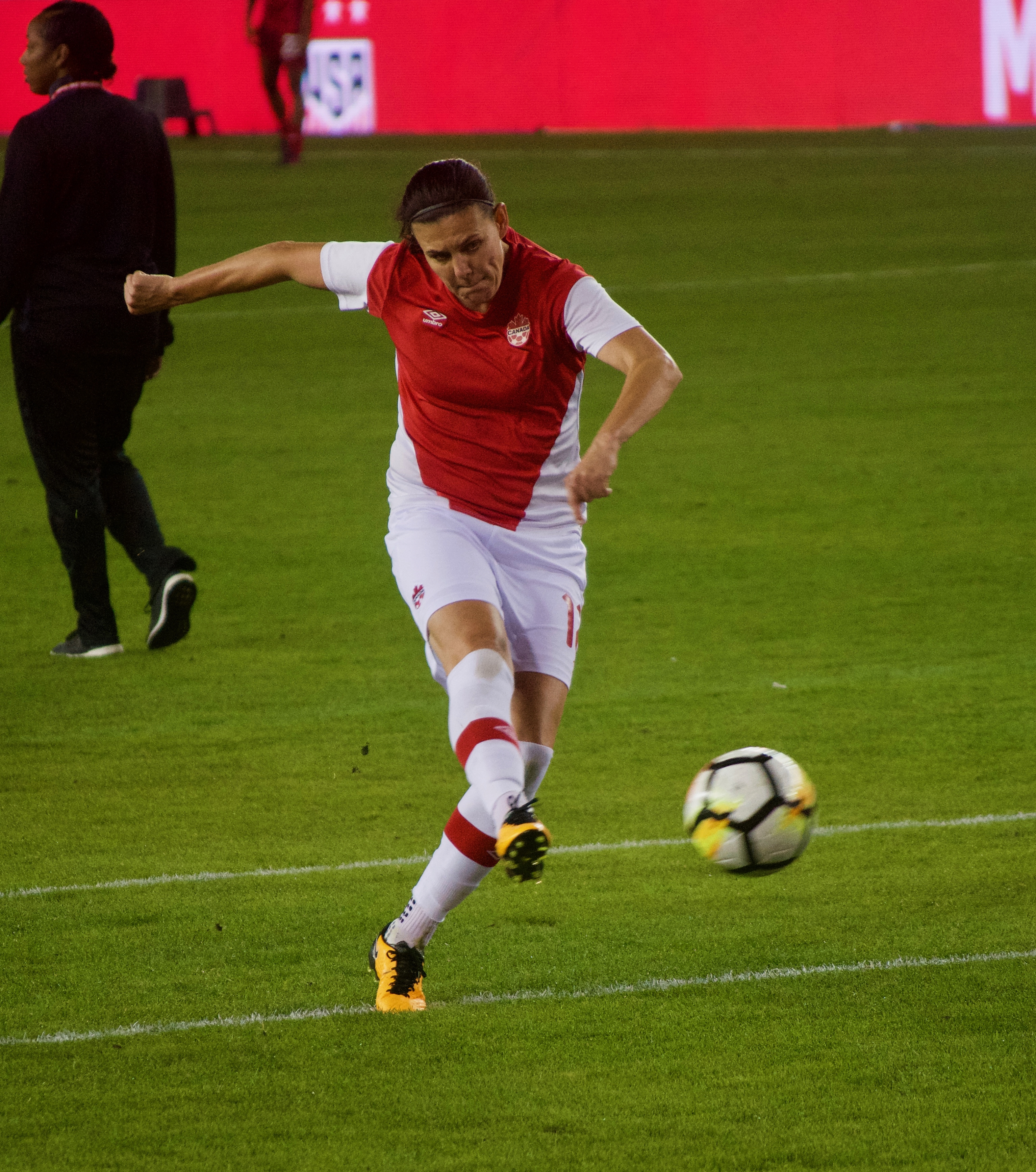
Sinclair in riscaldamento prepartita con la nazionale canadese nel 2017

Nel 2002, ha segnato sette gol per il Canada nella Coppa d'Oro delle donne, diventando fondamentale per la vittoria del torneo, con la compagna di squadra Charmaine Hooper e la statunitense, Tiffeny Milbrett, un collega alunna di Portland. Ha giocato per il Canada nel partita inaugurale del Campionato mondiale Under-19. Sinclair segnò 10 reti nel torneo, ancora un record, che hanno contribuito a portare il Canada al secondo posto, e si guadagnò la Scarpa d'oro come miglior realizzatrice e il Pallone d'Oro come MVP del torneo.
Sinclair ha scelto il Redshirt nel 2003 per giocare per il Canada alla Coppa del Mondo femminile. Ha segnato tre gol in questo torneo facendo terminare il Canada tra le migliori quarto. Tornò a Portland nel 2004, segnando 22 gol in quella stagione, ed è stata nuovamente nominata Giocatrice WCC dell'anno. Inoltre ha vinto il Trofeo Hermann di quella stagione.
Ha fatto la sua 100º presenza il 30 agosto 2007 nella partita amichevole contro il Giappone, e all'età di 29 anni Sinclair è diventata il capocannoniere del Canada.
Sinclair ha segnato una tripletta nei tempi supplementari nella semifinale persa per 4-3 dal Canada alle Olimpiadi estive di Londra 2012 contro gli Stati Uniti. Sinclair è poi diventata capocannoniere del torneo con sei gol e ha portato la nazionale canadese al terzo posto e a vincere la medaglia di bronzo alle Olimpiadi estive del 2012, con una vittoria per 1-0 contro la Francia il 9 agosto 2012. Ha superato il record del maggior numero di gol segnati nelle Olimpiadi per il calcio femminile e ha vinto lo scarpa d'oro della competizione. Il suo notevole sforzo come capitano della squadra e la sua performance in semifinale le è valso l'onore di diventare portabandiera del Canada nella cerimonia di Chiusura delle Olimpiadi di Londra 2012, così come la Medaglia del giubileo di diamante di Elisabetta II.
Nell'aprile 2015 viene inserita in rosa nella formazione che rappresenta il Canada nel Mondiale 2015.
A fine giugno 2021 è stata convocata dalla selezionatrice Bev Priestman per far parte della rosa della nazionale canadese per il torneo di calcio dei Giochi della XXXII Olimpiade, partecipando, così, alla sua quarta Olimpiade. Sinclair ha realizzato la rete canadese nella partita d'esordio contro le padrone di casa del Giappone, terminata in parità sull'1-1, rete numero 187 con la maglia del Canada e alla 300ª presenza in nazionale.

## Curiosità
Sinclair è apparsa sulla copertina canadese del noto videogioco calcistico FIFA 16 insieme a Lionel Messi..

## Statistiche

### Cronologia presenze e reti in nazionale
| Cronologia completa delle presenze e delle reti in nazionale ― Canada | Cronologia completa delle presenze e delle reti in nazionale ― Canada | Cronologia completa delle presenze e delle reti in nazionale ― Canada | Cronologia completa delle presenze e delle reti in nazionale ― Canada | Cronologia completa delle presenze e delle reti in nazionale ― Canada | Cronologia completa delle presenze e delle reti in nazionale ― Canada | Cronologia completa delle presenze e delle reti in nazionale ― Canada | Cronologia completa delle presenze e delle reti in nazionale ― Canada |
| Data                                                                  | Città                                                                 | In casa                                                               | Risultato                                                             | Ospiti                                                                | Competizione                                                          | Reti                                                                  | Note                                                                  |
| --------------------------------------------------------------------- | --------------------------------------------------------------------- | --------------------------------------------------------------------- | --------------------------------------------------------------------- | --------------------------------------------------------------------- | --------------------------------------------------------------------- | --------------------------------------------------------------------- | --------------------------------------------------------------------- |
| 12-3-2000                                                             | Lagos                                                                 | Cina                                                                  | 4 – 0                                                                 | Canada                                                                | Algarve Cup 2000 - 1º turno                                           | -                                                                     |                                                                       |
| 14-3-2000                                                             | Albufeira                                                             | Norvegia                                                              | 2 – 1                                                                 | Canada                                                                | Algarve Cup 2000 - 1º turno                                           | 1                                                                     |                                                                       |
| 16-3-2000                                                             | Faro                                                                  | Finlandia                                                             | 1 – 2                                                                 | Canada                                                                | Algarve Cup 2000 - 1º turno                                           | -                                                                     |                                                                       |
| 18-3-2000                                                             | Lagos                                                                 | Canada                                                                | 3 – 2                                                                 | Danimarca                                                             | Algarve Cup 2000 - Finale 5º posto                                    | 2                                                                     |                                                                       |
| 5-5-2000                                                              | Portland                                                              | Canada                                                                | 1 – 0                                                                 | Corea del Sud                                                         | Amichevole                                                            | -                                                                     |                                                                       |
| 7-5-2000                                                              | Buffalo                                                               | Stati Uniti                                                           | 4 – 0                                                                 | Canada                                                                | Amichevole                                                            | -                                                                     |                                                                       |
| 31-5-2000                                                             | Canberra                                                              | Australia                                                             | 1 – 2                                                                 | Canada                                                                | Amichevole                                                            | 1                                                                     |                                                                       |
| 2-6-2000                                                              | Tucson                                                                | Stati Uniti                                                           | 9 – 1                                                                 | Canada                                                                | Amichevole                                                            | 1                                                                     |                                                                       |
| 4-6-2000                                                              | Milwaukee                                                             | Canada                                                                | 2 – 0                                                                 | Spagna                                                                | Amichevole                                                            | 1                                                                     |                                                                       |
| 8-6-2000                                                              | Pittsburgh                                                            | Canada                                                                | 2 – 2                                                                 | Australia                                                             | Amichevole                                                            | 2                                                                     |                                                                       |
| 10-6-2000                                                             | Denver                                                                | Canada                                                                | 5 – 1                                                                 | Giappone                                                              | Amichevole                                                            | 1                                                                     |                                                                       |
| 24-6-2000                                                             | San Antonio                                                           | Canada                                                                | 4 – 3                                                                 | Messico                                                               | Amichevole                                                            | 2                                                                     |                                                                       |
| 26-6-2000                                                             | Newark                                                                | Canada                                                                | 2 – 3                                                                 | Cina                                                                  | Amichevole                                                            | -                                                                     |                                                                       |
| 28-6-2000                                                             | Columbus                                                              | Canada                                                                | 12 – 0                                                                | Guatemala                                                             | Amichevole                                                            | 3                                                                     |                                                                       |
| 1-7-2000                                                              | Saint Louis                                                           | Brasile                                                               | 4 – 1                                                                 | Canada                                                                | Amichevole                                                            | -                                                                     |                                                                       |
| 3-7-2000                                                              | Foxborough                                                            | Cina                                                                  | 2 – 1                                                                 | Canada                                                                | Amichevole                                                            | -                                                                     |                                                                       |
| 20-9-2000                                                             | Nashville                                                             | Venezuela                                                             | 1 – 1                                                                 | Canada                                                                | Amichevole                                                            | -                                                                     |                                                                       |
| 11-11-2000                                                            | Kansas City                                                           | Stati Uniti                                                           | 1 – 3                                                                 | Canada                                                                | Amichevole                                                            | 1                                                                     |                                                                       |
| 10-2-2001                                                             | Rabat                                                                 | Marocco                                                               | 0 – 4                                                                 | Canada                                                                | Amichevole                                                            | 1                                                                     |                                                                       |
| 12-2-2001                                                             | Casablanca                                                            | Senegal                                                               | 1 – 0                                                                 | Canada                                                                | Amichevole                                                            | -                                                                     |                                                                       |
| 11-3-2001                                                             | Lagos                                                                 | Canada                                                                | 3 – 0                                                                 | Stati Uniti                                                           | Algarve Cup 2001 - 1º turno                                           | 2                                                                     |                                                                       |
| 13-3-2001                                                             | Lagos                                                                 | Svezia                                                                | 5 – 2                                                                 | Canada                                                                | Algarve Cup 2001 - 1º turno                                           | 2                                                                     |                                                                       |
| 15-3-2001                                                             | Coimbra                                                               | Portogallo                                                            | 1 – 2                                                                 | Canada                                                                | Algarve Cup 2001 - 1º turno                                           | -                                                                     |                                                                       |
| 17-3-2001                                                             | Faro                                                                  | Cina                                                                  | 5 – 1                                                                 | Canada                                                                | Algarve Cup 2001 - Finale 3º posto                                    | 1                                                                     |                                                                       |
| 10-6-2001                                                             | Linköping                                                             | Svezia                                                                | 5 – 2                                                                 | Canada                                                                | Amichevole                                                            | -                                                                     |                                                                       |
| 14-6-2001                                                             | Bruxelles                                                             | Belgio                                                                | 3 – 0                                                                 | Canada                                                                | Amichevole                                                            | -                                                                     |                                                                       |
| 17-6-2001                                                             | Gelsenkirchen                                                         | Germania                                                              | 6 – 2                                                                 | Canada                                                                | Amichevole                                                            | -                                                                     |                                                                       |
| 19-6-2001                                                             | Oslo                                                                  | Norvegia                                                              | 9 – 1                                                                 | Canada                                                                | Amichevole                                                            | -                                                                     |                                                                       |
| 30-6-2001                                                             | Toronto                                                               | Canada                                                                | 2 – 2                                                                 | Stati Uniti                                                           | Amichevole                                                            | 1                                                                     |                                                                       |
| 3-7-2001                                                              | New Orleans                                                           | Stati Uniti                                                           | 1 – 0                                                                 | Canada                                                                | Amichevole                                                            | -                                                                     |                                                                       |
| 1-3-2002                                                              | Porto                                                                 | Canada                                                                | 3 – 0                                                                 | Scozia                                                                | Algarve Cup 2002 - 1º turno                                           | -                                                                     |                                                                       |
| 3-3-2002                                                              | Funchal                                                               | Canada                                                                | 4 – 0                                                                 | Galles                                                                | Algarve Cup 2002 - 1º turno                                           | 2                                                                     |                                                                       |
| 5-3-2002                                                              | Sintra                                                                | Portogallo                                                            | 1 – 7                                                                 | Canada                                                                | Algarve Cup 2002 - 1º turno                                           | -                                                                     |                                                                       |
| 7-3-2002                                                              | Lagos                                                                 | Finlandia                                                             | 3 – 0                                                                 | Canada                                                                | Algarve Cup 2002 - Finale 7º posto                                    | -                                                                     |                                                                       |
| 3-4-2002                                                              | Curitiba                                                              | Brasile                                                               | 0 – 3                                                                 | Canada                                                                | Amichevole                                                            | -                                                                     |                                                                       |
| 6-4-2002                                                              | Saint-Denis                                                           | Francia                                                               | 0 – 2                                                                 | Canada                                                                | Amichevole                                                            | -                                                                     |                                                                       |
| 9-4-2002                                                              | Yokohama                                                              | Giappone                                                              | 3 – 2                                                                 | Canada                                                                | Amichevole                                                            | -                                                                     |                                                                       |
| 17-7-2002                                                             | Oslo                                                                  | Norvegia                                                              | 2 – 2                                                                 | Canada                                                                | Amichevole                                                            | -                                                                     |                                                                       |
| 26-9-2002                                                             | Darwin                                                                | Australia                                                             | 0 – 2                                                                 | Canada                                                                | Amichevole                                                            | -                                                                     |                                                                       |
| 29-9-2002                                                             | Atene                                                                 | Grecia                                                                | 1 – 0                                                                 | Canada                                                                | Amichevole                                                            | -                                                                     |                                                                       |
| 30-10-2002                                                            | Mississauga                                                           | Canada                                                                | 11 – 1                                                                | Haiti                                                                 | Amichevole                                                            | 4                                                                     |                                                                       |
| 1-11-2002                                                             | Hamilton                                                              | Canada                                                                | 9 – 0                                                                 | Giamaica                                                              | Amichevole                                                            | 2                                                                     |                                                                       |
| 3-11-2002                                                             | Victoria                                                              | Canada                                                                | 3 – 0                                                                 | Costa Rica                                                            | Amichevole                                                            | 1                                                                     |                                                                       |
| 6-11-2002                                                             | Monterrey                                                             | Messico                                                               | 0 – 2                                                                 | Canada                                                                | Amichevole                                                            | -                                                                     |                                                                       |
| 9-11-2002                                                             | East Rutherford                                                       | Stati Uniti                                                           | 2 – 1                                                                 | Canada                                                                | Amichevole                                                            | -                                                                     |                                                                       |
| 14-3-2003                                                             | Guimarães                                                             | Stati Uniti                                                           | 1 – 1                                                                 | Canada                                                                | Algarve Cup 2003 - 1º turno                                           | -                                                                     |                                                                       |
| 16-3-2003                                                             | Albufeira                                                             | Svezia                                                                | 1 – 1                                                                 | Canada                                                                | Algarve Cup 2003 - 1º turno                                           | -                                                                     |                                                                       |
| 18-3-2003                                                             | Porto                                                                 | Norvegia                                                              | 1 – 0                                                                 | Canada                                                                | Algarve Cup 2003 - 1º turno                                           | -                                                                     |                                                                       |
| 20-3-2003                                                             | Braga                                                                 | Canada                                                                | 7 – 1                                                                 | Grecia                                                                | Algarve Cup 2003 - Finale 7º posto                                    | 3                                                                     |                                                                       |
| 26-4-2003                                                             | Washington                                                            | Stati Uniti                                                           | 6 – 1                                                                 | Canada                                                                | Amichevole                                                            | 1                                                                     |                                                                       |
| 19-5-2003                                                             | London                                                                | Canada                                                                | 4 – 0                                                                 | Irlanda                                                               | Amichevole                                                            | -                                                                     |                                                                       |
| 22-5-2003                                                             | Vancouver                                                             | Canada                                                                | 4 – 0                                                                 | Inghilterra                                                           | Amichevole                                                            | -                                                                     |                                                                       |
| 12-6-2003                                                             | Bogotà                                                                | Colombia                                                              | 0 – 4                                                                 | Canada                                                                | Amichevole                                                            | 1                                                                     |                                                                       |
| 15-6-2003                                                             | Città del Messico                                                     | Messico                                                               | 0 – 3                                                                 | Canada                                                                | Amichevole                                                            | 1                                                                     |                                                                       |
| 17-7-2003                                                             | Montréal                                                              | Canada                                                                | 2 – 1                                                                 | Cile                                                                  | Amichevole                                                            | -                                                                     |                                                                       |
| 20-7-2003                                                             | Ottawa                                                                | Canada                                                                | 2 – 1                                                                 | Brasile                                                               | Amichevole                                                            | -                                                                     |                                                                       |
| 16-8-2003                                                             | Seattle                                                               | Ghana                                                                 | 1 – 1                                                                 | Canada                                                                | Amichevole                                                            | 1                                                                     |                                                                       |
| 31-8-2003                                                             | Edmonton                                                              | Canada                                                                | 8 – 0                                                                 | Messico                                                               | Amichevole                                                            | 1                                                                     |                                                                       |
| 9-9-2003                                                              | Burnaby                                                               | Canada                                                                | 6 – 0                                                                 | Nigeria                                                               | Amichevole                                                            | -                                                                     |                                                                       |
| 14-9-2003                                                             | Adelaide                                                              | Australia                                                             | 0 – 2                                                                 | Canada                                                                | Amichevole                                                            | -                                                                     |                                                                       |
| 20-9-2003                                                             | Columbus                                                              | Germania                                                              | 4 – 1                                                                 | Canada                                                                | Mondiali 2003 - 1º turno                                              | 1                                                                     |                                                                       |
| 24-9-2003                                                             | Columbus                                                              | Canada                                                                | 3 – 0                                                                 | Argentina                                                             | Mondiali 2003 - 1º turno                                              | -                                                                     |                                                                       |
| 27-9-2003                                                             | Boston                                                                | Canada                                                                | 3 – 1                                                                 | Giappone                                                              | Mondiali 2003 - 1º turno                                              | 1                                                                     |                                                                       |
| 2-10-2003                                                             | Portland                                                              | Cina                                                                  | 0 – 1                                                                 | Canada                                                                | Mondiali 2003 - Quarti di finale                                      | -                                                                     |                                                                       |
| 5-10-2003                                                             | Portland                                                              | Svezia                                                                | 2 – 1                                                                 | Canada                                                                | Mondiali 2003 - Semifinale                                            | -                                                                     |                                                                       |
| 11-10-2003                                                            | Carson                                                                | Stati Uniti                                                           | 3 – 1                                                                 | Canada                                                                | Mondiali 2003 - Finale 3º posto                                       | 1                                                                     |                                                                       |
| 30-1-2004                                                             | Shenzhen                                                              | Cina                                                                  | 2 – 1                                                                 | Canada                                                                | Amichevole                                                            | -                                                                     |                                                                       |
| 1-2-2004                                                              | Edmonton                                                              | Canada                                                                | 1 – 3                                                                 | Svezia                                                                | Amichevole                                                            | 1                                                                     |                                                                       |
| 3-2-2004                                                              | Miami                                                                 | Stati Uniti                                                           | 2 – 0                                                                 | Canada                                                                | Amichevole                                                            | -                                                                     |                                                                       |
| 26-2-2004                                                             | Vancouver                                                             | Canada                                                                | 6 – 0                                                                 | Giamaica                                                              | Amichevole                                                            | 3                                                                     |                                                                       |
| 28-2-2004                                                             | Québec City                                                           | Canada                                                                | 6 – 0                                                                 | Panama                                                                | Amichevole                                                            | -                                                                     |                                                                       |
| 1-3-2004                                                              | Bridgetown                                                            | Barbados                                                              | 1 – 2                                                                 | Canada                                                                | Amichevole                                                            | -                                                                     |                                                                       |
| 3-3-2004                                                              | Città del Messico                                                     | Messico                                                               | 2 – 1                                                                 | Canada                                                                | Amichevole                                                            | -                                                                     |                                                                       |
| 5-3-2004                                                              | San José                                                              | Costa Rica                                                            | 0 – 4                                                                 | Canada                                                                | Amichevole                                                            | 2                                                                     |                                                                       |
| 3-7-2004                                                              | Nashville                                                             | Stati Uniti                                                           | 1 – 0                                                                 | Canada                                                                | Amichevole                                                            | -                                                                     |                                                                       |
| 30-7-2004                                                             | Tokyo                                                                 | Giappone                                                              | 3 – 0                                                                 | Canada                                                                | Amichevole                                                            | -                                                                     |                                                                       |
| 19-3-2005                                                             | Eindhoven                                                             | Paesi Bassi                                                           | 1 – 1                                                                 | Canada                                                                | Amichevole                                                            | -                                                                     |                                                                       |
| 20-4-2005                                                             | Barcellona                                                            | Spagna                                                                | 3 – 1                                                                 | Canada                                                                | Amichevole                                                            | -                                                                     |                                                                       |
| 24-4-2005                                                             | Lipsia                                                                | Germania                                                              | 3 – 2                                                                 | Canada                                                                | Amichevole                                                            | 1                                                                     |                                                                       |
| 27-4-2005                                                             | Tolosa                                                                | Francia                                                               | 0 – 2                                                                 | Canada                                                                | Amichevole                                                            | -                                                                     |                                                                       |
| 25-5-2005                                                             | Copenaghen                                                            | Danimarca                                                             | 3 – 4                                                                 | Canada                                                                | Amichevole                                                            | 2                                                                     |                                                                       |
| 28-5-2005                                                             | Stoccolma                                                             | Svezia                                                                | 3 – 1                                                                 | Canada                                                                | Amichevole                                                            | 1                                                                     |                                                                       |
| 31-5-2005                                                             | Oslo                                                                  | Norvegia                                                              | 3 – 0                                                                 | Canada                                                                | Amichevole                                                            | -                                                                     |                                                                       |
| 26-6-2005                                                             | Virginia Beach                                                        | Stati Uniti                                                           | 2 – 0                                                                 | Canada                                                                | Amichevole                                                            | -                                                                     |                                                                       |
| 1-9-2005                                                              | Burnaby                                                               | Canada                                                                | 1 – 3                                                                 | Argentina                                                             | Amichevole                                                            | -                                                                     |                                                                       |
| 4-9-2005                                                              | Surrey                                                                | Canada                                                                | 3 – 4                                                                 | Germania                                                              | Amichevole                                                            | -                                                                     |                                                                       |
| 23-2-2006                                                             | Cancún                                                                | Messico                                                               | 1 – 3                                                                 | Stati Uniti                                                           | Amichevole                                                            | 2                                                                     |                                                                       |
| 25-2-2006                                                             | Palm Springs                                                          | Canada                                                                | 1 – 1                                                                 | Messico                                                               | Amichevole                                                            | -                                                                     |                                                                       |
| 1-3-2006                                                              | Halifax                                                               | Canada                                                                | 1 – 0                                                                 | Spagna                                                                | Amichevole                                                            | -                                                                     |                                                                       |
| 4-3-2006                                                              | Victoria                                                              | Canada                                                                | 3 – 1                                                                 | Paesi Bassi                                                           | Amichevole                                                            | -                                                                     |                                                                       |
| 25-6-2006                                                             | Toronto                                                               | Canada                                                                | 2 – 1                                                                 | Italia                                                                | Amichevole                                                            | -                                                                     |                                                                       |
| 18-7-2006                                                             | Fort Lauderdale                                                       | Canada                                                                | 4 – 2                                                                 | Svezia                                                                | Amichevole                                                            | 1                                                                     |                                                                       |
| 30-7-2006                                                             | Charlotte                                                             | Stati Uniti                                                           | 2 – 0                                                                 | Canada                                                                | Amichevole                                                            | -                                                                     |                                                                       |
| 19-8-2006                                                             | Winnipeg                                                              | Canada                                                                | 0 – 0                                                                 | Cina                                                                  | Amichevole                                                            | -                                                                     |                                                                       |
| 22-8-2006                                                             | Edmonton                                                              | Canada                                                                | 1 – 1                                                                 | Cina                                                                  | Amichevole                                                            | -                                                                     |                                                                       |
| 26-8-2006                                                             | Aquisgrana                                                            | Germania                                                              | 0 – 1                                                                 | Canada                                                                | Amichevole                                                            | 1                                                                     |                                                                       |
| 29-8-2006                                                             | Saint-Étienne                                                         | Francia                                                               | 0 – 2                                                                 | Canada                                                                | Amichevole                                                            | 1                                                                     |                                                                       |
| 28-10-2006                                                            | Seul                                                                  | Canada                                                                | 3 – 2                                                                 | Italia                                                                | Coppa della Regina della Pace 2006 – 1º turno                         | 2                                                                     |                                                                       |
| 30-10-2006                                                            | Pusan                                                                 | Corea del Sud                                                         | 1 – 3                                                                 | Canada                                                                | Coppa della Regina della Pace 2006 – 1º turno                         | 3                                                                     |                                                                       |
| 1-11-2006                                                             | Taegu                                                                 | Brasile                                                               | 2 – 4                                                                 | Canada                                                                | Coppa della Regina della Pace 2006 – 1º turno                         | 1                                                                     |                                                                       |
| 4-11-2006                                                             | Seul                                                                  | Stati Uniti                                                           | 1 – 0                                                                 | Canada                                                                | Coppa della Regina della Pace 2006 – Finale                           | -                                                                     |                                                                       |
| 22-11-2006                                                            | Kingston                                                              | Giamaica                                                              | 0 – 4                                                                 | Canada                                                                | Amichevole                                                            | 2                                                                     |                                                                       |
| 26-11-2006                                                            | Dallas                                                                | Stati Uniti                                                           | 2 – 1                                                                 | Canada                                                                | Amichevole                                                            | -                                                                     |                                                                       |
| 3-5-2007                                                              | Changsha                                                              | Cina                                                                  | 3 – 1                                                                 | Canada                                                                | Amichevole                                                            | 1                                                                     |                                                                       |
| 6-5-2007                                                              | Shijiazhuang                                                          | Cina                                                                  | 1 – 3                                                                 | Canada                                                                | Amichevole                                                            | -                                                                     |                                                                       |
| 12-5-2007                                                             | Fresno                                                                | Stati Uniti                                                           | 6 – 2                                                                 | Canada                                                                | Amichevole                                                            | 1                                                                     |                                                                       |
| 3-6-2007                                                              | Brisbane                                                              | Australia                                                             | 0 – 3                                                                 | Canada                                                                | Amichevole                                                            | 2                                                                     |                                                                       |
| 7-6-2007                                                              | Auckland                                                              | Nuova Zelanda                                                         | 0 – 5                                                                 | Canada                                                                | Amichevole                                                            | 1                                                                     |                                                                       |
| 14-7-2007                                                             | Montevideo                                                            | Uruguay                                                               | 0 – 7                                                                 | Canada                                                                | Amichevole                                                            | 3                                                                     |                                                                       |
| 16-7-2007                                                             | Quito                                                                 | Ecuador                                                               | 0 – 4                                                                 | Canada                                                                | Amichevole                                                            | -                                                                     |                                                                       |
| 18-7-2007                                                             | Vancouver                                                             | Canada                                                                | 11 – 0                                                                | Giamaica                                                              | Amichevole                                                            | 4                                                                     |                                                                       |
| 20-7-2007                                                             | Belém                                                                 | Brasile                                                               | 7 – 0                                                                 | Canada                                                                | Amichevole                                                            | -                                                                     |                                                                       |
| 23-7-2007                                                             | Pasadena                                                              | Stati Uniti                                                           | 2 – 1                                                                 | Canada                                                                | Amichevole                                                            | -                                                                     |                                                                       |
| 26-7-2007                                                             | Città del Messico                                                     | Messico                                                               | 1 – 2                                                                 | Canada                                                                | Amichevole                                                            | 1                                                                     |                                                                       |
| 30-8-2007                                                             | Kingston                                                              | Canada                                                                | 0 – 0                                                                 | Giappone                                                              | Amichevole                                                            | -                                                                     |                                                                       |
| 12-9-2007                                                             | Hangzhou                                                              | Norvegia                                                              | 2 – 1                                                                 | Canada                                                                | Mondiali 2007 - 1º turno                                              | -                                                                     |                                                                       |
| 15-9-2007                                                             | Hangzhou                                                              | Canada                                                                | 4 – 0                                                                 | Ghana                                                                 | Mondiali 2007 - 1º turno                                              | 2                                                                     |                                                                       |
| 19-9-2007                                                             | Chengdu                                                               | Australia                                                             | 2 – 2                                                                 | Canada                                                                | Mondiali 2007 - 1º turno                                              | 1                                                                     |                                                                       |
| 16-1-2008                                                             | San Francisco                                                         | Stati Uniti                                                           | 4 – 0                                                                 | Canada                                                                | Amichevole                                                            | -                                                                     |                                                                       |
| 18-1-2008                                                             | Wuhan                                                                 | Cina                                                                  | 0 – 0                                                                 | Canada                                                                | Amichevole                                                            | -                                                                     |                                                                       |
| 20-1-2008                                                             | Helsinki                                                              | Finlandia                                                             | 1 – 1                                                                 | Canada                                                                | Amichevole                                                            | -                                                                     |                                                                       |
| 5-3-2008                                                              | Paralimni                                                             | Canada                                                                | 3 – 1                                                                 | Russia                                                                | Cyprus Cup 2008 - 1º turno                                            | -                                                                     |                                                                       |
| 7-3-2008                                                              | Larnaca                                                               | Canada                                                                | 3 – 0                                                                 | Giappone                                                              | Cyprus Cup 2008 - 1º turno                                            | 3                                                                     |                                                                       |
| 10-3-2008                                                             | Larnaca                                                               | Canada                                                                | 0 – 2                                                                 | Scozia                                                                | Cyprus Cup 2008 - 1º turno                                            | -                                                                     |                                                                       |
| 14-3-2008                                                             | Bordeaux                                                              | Francia                                                               | 0 – 0                                                                 | Canada                                                                | Amichevole                                                            | -                                                                     |                                                                       |
| 2-4-2008                                                              | Montréal                                                              | Canada                                                                | 6 – 0                                                                 | Trinidad e Tobago                                                     | Amichevole                                                            | 1                                                                     |                                                                       |
| 10-5-2008                                                             | Washington                                                            | Stati Uniti                                                           | 6 – 0                                                                 | Canada                                                                | Amichevole                                                            | -                                                                     |                                                                       |
| 23-5-2008                                                             | Sydney                                                                | Australia                                                             | 1 – 2                                                                 | Canada                                                                | Amichevole                                                            | -                                                                     |                                                                       |
| 14-6-2008                                                             | Pusan                                                                 | Canada                                                                | 5 – 0                                                                 | Argentina                                                             | Coppa della Regina della Pace 2008 – 1º turno                         | 2                                                                     |                                                                       |
| 16-6-2008                                                             | Incheon                                                               | Corea del Sud                                                         | 1 – 3                                                                 | Canada                                                                | Coppa della Regina della Pace 2008 – 1º turno                         | 2                                                                     |                                                                       |
| 18-6-2008                                                             | Gwangju                                                               | Nuova Zelanda                                                         | 0 – 2                                                                 | Canada                                                                | Coppa della Regina della Pace 2008 – 1º turno                         | 1                                                                     |                                                                       |
| 21-6-2008                                                             | Suwon                                                                 | Canada                                                                | 0 – 1                                                                 | Stati Uniti                                                           | Coppa della Regina della Pace 2008 – Finale                           | -                                                                     |                                                                       |
| 10-7-2008                                                             | Richmond                                                              | Canada                                                                | 1 – 1                                                                 | Brasile                                                               | Amichevole                                                            | 1                                                                     |                                                                       |
| 26-7-2008                                                             | Québec City                                                           | Canada                                                                | 1 – 1                                                                 | Nuova Zelanda                                                         | Amichevole                                                            | 1                                                                     |                                                                       |
| 6-8-2008                                                              | Tientsin                                                              | Argentina                                                             | 1 – 2                                                                 | Canada                                                                | Olimpiadi 2008 - 1º turno                                             | -                                                                     |                                                                       |
| 9-8-2008                                                              | Tientsin                                                              | Canada                                                                | 1 – 1                                                                 | Cina                                                                  | Olimpiadi 2008 - 1º turno                                             | 1                                                                     |                                                                       |
| 12-8-2008                                                             | Pechino                                                               | Svezia                                                                | 2 – 1                                                                 | Canada                                                                | Olimpiadi 2008 - 1º turno                                             | -                                                                     |                                                                       |
| 15-8-2008                                                             | Shanghai                                                              | Stati Uniti                                                           | 2 – 1                                                                 | Canada                                                                | Olimpiadi 2008 - Quarti di finale                                     | 1                                                                     |                                                                       |
| 5-3-2009                                                              | Paralimni                                                             | Nuova Zelanda                                                         | 1 – 1                                                                 | Canada                                                                | Cyprus Cup 2009 - 1º turno                                            | -                                                                     |                                                                       |
| 7-3-2009                                                              | Nicosia                                                               | Canada                                                                | 2 – 1                                                                 | Paesi Bassi                                                           | Cyprus Cup 2009 - 1º turno                                            | 2                                                                     |                                                                       |
| 10-3-2009                                                             | Nicosia                                                               | Canada                                                                | 2 – 0                                                                 | Russia                                                                | Cyprus Cup 2009 - 1º turno                                            | 1                                                                     |                                                                       |
| 12-3-2009                                                             | Nicosia                                                               | Inghilterra                                                           | 3 – 1                                                                 | Canada                                                                | Cyprus Cup 2009 - Finale                                              | 1                                                                     |                                                                       |
| 25-5-2009                                                             | Toronto                                                               | Canada                                                                | 0 – 4                                                                 | Stati Uniti                                                           | Amichevole                                                            | -                                                                     |                                                                       |
| 23-6-2009                                                             | Yaoundé                                                               | Camerun                                                               | 1 – 0                                                                 | Canada                                                                | Amichevole                                                            | -                                                                     |                                                                       |
| 9-7-2009                                                              | Charleston                                                            | Stati Uniti                                                           | 1 – 0                                                                 | Canada                                                                | Amichevole                                                            | -                                                                     |                                                                       |
| 20-2-2010                                                             | Winnipeg                                                              | Canada                                                                | 3 – 0                                                                 | Polonia                                                               | Amichevole                                                            | 1                                                                     |                                                                       |
| 24-2-2010                                                             | Larnaca                                                               | Canada                                                                | 2 – 1                                                                 | Svizzera                                                              | Cyprus Cup 2010 - 1º turno                                            | -                                                                     |                                                                       |
| 27-2-2010                                                             | Larnaca                                                               | Canada                                                                | 1 – 0                                                                 | Inghilterra                                                           | Cyprus Cup 2010 - 1º turno                                            | -                                                                     |                                                                       |
| 1-3-2010                                                              | Larnaca                                                               | Canada                                                                | 2 – 1                                                                 | Sudafrica                                                             | Cyprus Cup 2010 - 1º turno                                            | 1                                                                     |                                                                       |
| 3-3-2010                                                              | Nicosia                                                               | Canada                                                                | 1 – 0                                                                 | Nuova Zelanda                                                         | Cyprus Cup 2010 - Finale 6º posto                                     | 1                                                                     |                                                                       |
| 24-4-2010                                                             | Suzhou                                                                | Cina                                                                  | 2 – 0                                                                 | Canada                                                                | Amichevole                                                            | -                                                                     |                                                                       |
| 3-6-2010                                                              | Bergen                                                                | Norvegia                                                              | 1 – 1                                                                 | Canada                                                                | Amichevole                                                            | -                                                                     |                                                                       |
| 15-9-2010                                                             | Dortmund                                                              | Germania                                                              | 5 – 0                                                                 | Canada                                                                | Amichevole                                                            | -                                                                     |                                                                       |
| 30-9-2010                                                             | Ottawa                                                                | Canada                                                                | 3 – 1                                                                 | Cina                                                                  | Amichevole                                                            | 1                                                                     |                                                                       |
| 29-10-2010                                                            | Port of Spain                                                         | Trinidad e Tobago                                                     | 0 – 1                                                                 | Canada                                                                | Amichevole                                                            | -                                                                     |                                                                       |
| 31-10-2010                                                            | Hamilton                                                              | Canada                                                                | 8 – 0                                                                 | Guyana                                                                | Amichevole                                                            | 3                                                                     |                                                                       |
| 2-11-2010                                                             | Guadalajara                                                           | Messico                                                               | 0 – 3                                                                 | Canada                                                                | Amichevole                                                            | 1                                                                     |                                                                       |
| 5-11-2010                                                             | Toronto                                                               | Canada                                                                | 4 – 0                                                                 | Costa Rica                                                            | Amichevole                                                            | 1                                                                     |                                                                       |
| 8-11-2010                                                             | Sydney                                                                | Australia                                                             | 0 – 1                                                                 | Canada                                                                | Amichevole                                                            | 1                                                                     |                                                                       |
| 9-12-2010                                                             | Brasilia                                                              | Canada                                                                | 5 – 0                                                                 | Paesi Bassi                                                           | Amichevole                                                            | 2                                                                     |                                                                       |
| 12-12-2010                                                            | Manaus                                                                | Canada                                                                | 1 – 0                                                                 | Messico                                                               | Amichevole                                                            | 1                                                                     |                                                                       |
| 15-12-2010                                                            | Porto Alegre                                                          | Argentina                                                             | 0 – 0                                                                 | Canada                                                                | Amichevole                                                            | -                                                                     |                                                                       |
| 19-12-2010                                                            | Fortaleza                                                             | Brasile                                                               | 2 – 2                                                                 | Canada                                                                | Amichevole                                                            | 1                                                                     |                                                                       |
| 21-1-2011                                                             | Dalian                                                                | Cina                                                                  | 2 – 3                                                                 | Canada                                                                | Amichevole                                                            | 2                                                                     |                                                                       |
| 23-1-2011                                                             | Kansas City                                                           | Stati Uniti                                                           | 1 – 2                                                                 | Canada                                                                | Amichevole                                                            | -                                                                     |                                                                       |
| 25-1-2011                                                             | Göteborg                                                              | Svezia                                                                | 0 – 1                                                                 | Canada                                                                | Amichevole                                                            | 1                                                                     |                                                                       |
| 2-3-2011                                                              | Larnaca                                                               | Canada                                                                | 1 – 0                                                                 | Scozia                                                                | Cyprus Cup 2011 - 1º turno                                            | -                                                                     |                                                                       |
| 4-3-2011                                                              | Nicosia                                                               | Canada                                                                | 1 – 0                                                                 | Italia                                                                | Cyprus Cup 2011 - 1º turno                                            | -                                                                     |                                                                       |
| 7-3-2011                                                              | Nicosia                                                               | Canada                                                                | 2 – 0                                                                 | Inghilterra                                                           | Cyprus Cup 2011 - 1º turno                                            | 1                                                                     |                                                                       |
| 9-3-2011                                                              | Paralimni                                                             | Paesi Bassi                                                           | 1 – 2                                                                 | Canada                                                                | Cyprus Cup 2011 - Finale                                              | -                                                                     |                                                                       |
| 2-4-2011                                                              | Firenze                                                               | Canada                                                                | 0 – 1                                                                 | Svezia                                                                | Amichevole                                                            | 1                                                                     |                                                                       |
| 15-5-2011                                                             | Napoli                                                                | Canada                                                                | 1 – 1                                                                 | Svizzera                                                              | Amichevole                                                            | -                                                                     |                                                                       |
| 18-5-2011                                                             | Ginevra                                                               | Svizzera                                                              | 1 – 2                                                                 | Canada                                                                | Amichevole                                                            | -                                                                     |                                                                       |
| 28-5-2011                                                             | Roma                                                                  | Canada                                                                | 2 – 0                                                                 | Paesi Bassi                                                           | Amichevole                                                            | -                                                                     |                                                                       |
| 7-6-2011                                                              | Budapest                                                              | Ungheria                                                              | 0 – 1                                                                 | Canada                                                                | Amichevole                                                            | -                                                                     |                                                                       |
| 14-6-2011                                                             | Vancouver                                                             | Canada                                                                | 2 – 0                                                                 | Corea del Nord                                                        | Amichevole                                                            | -                                                                     |                                                                       |
| 26-6-2011                                                             | Berlino                                                               | Canada                                                                | 1 – 2                                                                 | Germania                                                              | Mondiali 2011 - 1º turno                                              | 1                                                                     |                                                                       |
| 30-6-2011                                                             | Bochum                                                                | Canada                                                                | 0 – 4                                                                 | Francia                                                               | Mondiali 2011 - 1º turno                                              | -                                                                     |                                                                       |
| 5-7-2011                                                              | Dresda                                                                | Canada                                                                | 0 – 1                                                                 | Nigeria                                                               | Mondiali 2011 - 1º turno                                              | -                                                                     |                                                                       |
| 17-9-2011                                                             | Detroit                                                               | Canada                                                                | 1 – 1                                                                 | Australia                                                             | Amichevole                                                            | -                                                                     |                                                                       |
| 22-9-2011                                                             | Chicago                                                               | Stati Uniti                                                           | 3 – 0                                                                 | Canada                                                                | Amichevole                                                            | -                                                                     |                                                                       |
| 25-10-2011                                                            | Medellín                                                              | Colombia                                                              | 1 – 2                                                                 | Canada                                                                | Amichevole                                                            | -                                                                     |                                                                       |
| 28-10-2011                                                            | Rio de Janeiro                                                        | Brasile                                                               | 1 – 1                                                                 | Canada                                                                | Amichevole                                                            | 1                                                                     |                                                                       |
| 22-11-2011                                                            | Phoenix                                                               | Canada                                                                | 2 – 1                                                                 | Svezia                                                                | Amichevole                                                            | 1                                                                     |                                                                       |
| 19-1-2012                                                             | Ottawa                                                                | Canada                                                                | 6 – 0                                                                 | Haiti                                                                 | Amichevole                                                            | 3                                                                     |                                                                       |
| 21-1-2012                                                             | Montréal                                                              | Canada                                                                | 2 – 0                                                                 | Cuba                                                                  | Amichevole                                                            | 1                                                                     |                                                                       |
| 23-1-2012                                                             | Québec                                                                | Canada                                                                | 5 – 1                                                                 | Costa Rica                                                            | Amichevole                                                            | 2                                                                     |                                                                       |
| 27-1-2012                                                             | Surrey                                                                | Canada                                                                | 3 – 1                                                                 | Messico                                                               | Amichevole                                                            | 2                                                                     |                                                                       |
| 29-1-2012                                                             | Vancouver                                                             | Canada                                                                | 0 – 4                                                                 | Stati Uniti                                                           | Amichevole                                                            | -                                                                     |                                                                       |
| 28-2-2012                                                             | Larnaca                                                               | Canada                                                                | 5 – 1                                                                 | Canada                                                                | Cyprus Cup 2012 - 1º turno                                            | 1                                                                     |                                                                       |
| 1-3-2012                                                              | Nicosia                                                               | Italia                                                                | 1 – 2                                                                 | Canada                                                                | Cyprus Cup 2012 - 1º turno                                            | 1                                                                     |                                                                       |
| 4-3-2012                                                              | Larnaca                                                               | Canada                                                                | 1 – 0                                                                 | Paesi Bassi                                                           | Cyprus Cup 2012 - 1º turno                                            | -                                                                     |                                                                       |
| 6-3-2012                                                              | Larnaca                                                               | Francia                                                               | 2 – 0                                                                 | Canada                                                                | Cyprus Cup 2012 - Finale                                              | -                                                                     |                                                                       |
| 24-3-2012                                                             | Foxborough                                                            | Brasile                                                               | 1 – 2                                                                 | Canada                                                                | Amichevole                                                            | 2                                                                     |                                                                       |
| 31-3-2012                                                             | Göteborg                                                              | Svezia                                                                | 3 – 1                                                                 | Canada                                                                | Amichevole                                                            | 1                                                                     |                                                                       |
| 30-5-2012                                                             | Moncton                                                               | Canada                                                                | 1 – 0                                                                 | Cina                                                                  | Amichevole                                                            | 1                                                                     |                                                                       |
| 30-6-2012                                                             | Sandy                                                                 | Stati Uniti                                                           | 2 – 1                                                                 | Canada                                                                | Amichevole                                                            | -                                                                     |                                                                       |
| 9-7-2012                                                              | Lucerna                                                               | Canada                                                                | 1 – 0                                                                 | Colombia                                                              | Amichevole                                                            | 1                                                                     |                                                                       |
| 14-7-2012                                                             | Zurigo                                                                | Nuova Zelanda                                                         | 0 – 2                                                                 | Canada                                                                | Amichevole                                                            | 1                                                                     |                                                                       |
| 17-7-2012                                                             | Basilea                                                               | Brasile                                                               | 2 – 1                                                                 | Canada                                                                | Amichevole                                                            | 1                                                                     |                                                                       |
| 25-7-2012                                                             | Coventry                                                              | Giappone                                                              | 2 – 1                                                                 | Canada                                                                | Olimpiadi 2012 - 1º turno                                             | -                                                                     |                                                                       |
| 28-7-2012                                                             | Coventry                                                              | Canada                                                                | 3 – 0                                                                 | Sudafrica                                                             | Olimpiadi 2012 - 1º turno                                             | 2                                                                     |                                                                       |
| 31-7-2012                                                             | Newcastle upon Tyne                                                   | Canada                                                                | 2 – 2                                                                 | Svezia                                                                | Olimpiadi 2012 - 1º turno                                             | -                                                                     |                                                                       |
| 3-8-2012                                                              | Coventry                                                              | Inghilterra                                                           | 0 – 2                                                                 | Canada                                                                | Olimpiadi 2012 - Quarti di finale                                     | -                                                                     |                                                                       |
| 6-8-2012                                                              | Manchester                                                            | Canada                                                                | 3 – 4                                                                 | Stati Uniti                                                           | Olimpiadi 2012 - Semifinale                                           | 3                                                                     |                                                                       |
| 9-8-2012                                                              | Coventry                                                              | Canada                                                                | 1 – 0                                                                 | Francia                                                               | Olimpiadi 2012 - Finale 3º posto                                      | 1                                                                     |                                                                       |
| 6-3-2013                                                              | Nicosia                                                               | Canada                                                                | 2 – 0                                                                 | Svizzera                                                              | Cyprus Cup 2013 - 1º turno                                            | -                                                                     |                                                                       |
| 8-3-2013                                                              | Nicosia                                                               | Canada                                                                | 2 – 1                                                                 | Finlandia                                                             | Cyprus Cup 2013 - 1º turno                                            | 1                                                                     |                                                                       |
| 11-3-2013                                                             | Nicosia                                                               | Canada                                                                | 1 – 0                                                                 | Paesi Bassi                                                           | Cyprus Cup 2013 - 1º turno                                            | 1                                                                     |                                                                       |
| 13-3-2013                                                             | Nicosia                                                               | Canada                                                                | 0 – 1                                                                 | Inghilterra                                                           | Cyprus Cup 2013 - Finale 3º posto                                     | -                                                                     |                                                                       |
| 4-4-2013                                                              | Nizza                                                                 | Francia                                                               | 1 – 1                                                                 | Canada                                                                | Amichevole                                                            | -                                                                     |                                                                       |
| 7-4-2013                                                              | Bristol                                                               | Inghilterra                                                           | 1 – 0                                                                 | Canada                                                                | Amichevole                                                            | -                                                                     |                                                                       |
| 2-6-2013                                                              | Toronto                                                               | Canada                                                                | 0 – 3                                                                 | Stati Uniti                                                           | Amichevole                                                            | -                                                                     |                                                                       |
| 19-6-2013                                                             | Wolfsburg                                                             | Germania                                                              | 1 – 0                                                                 | Canada                                                                | Amichevole                                                            | -                                                                     |                                                                       |
| 30-10-2013                                                            | Edmonton                                                              | Canada                                                                | 3 – 0                                                                 | Corea del Sud                                                         | Amichevole                                                            | 1                                                                     |                                                                       |
| 24-11-2013                                                            | Vancouver                                                             | Canada                                                                | 0 – 0                                                                 | Messico                                                               | Amichevole                                                            | -                                                                     |                                                                       |
| 12-12-2013                                                            | Glasgow                                                               | Scozia                                                                | 0 – 2                                                                 | Canada                                                                | Amichevole                                                            | 1                                                                     |                                                                       |
| 15-12-2013                                                            | Santiago del Cile                                                     | Cile                                                                  | 1 – 0                                                                 | Canada                                                                | Amichevole                                                            | -                                                                     |                                                                       |
| 18-12-2013                                                            | Brasilia                                                              | Brasile                                                               | 0 – 0                                                                 | Canada                                                                | Amichevole                                                            | -                                                                     |                                                                       |
| 22-12-2013                                                            | Reykjavík                                                             | Islanda                                                               | 0 – 1                                                                 | Canada                                                                | Amichevole                                                            | -                                                                     |                                                                       |
| 31-1-2014                                                             | Frisco                                                                | Stati Uniti                                                           | 1 – 0                                                                 | Canada                                                                | Amichevole                                                            | -                                                                     |                                                                       |
| 5-3-2014                                                              | Nicosia                                                               | Canada                                                                | 3 – 0                                                                 | Finlandia                                                             | Cyprus Cup 2014 - 1º turno                                            | 1                                                                     |                                                                       |
| 7-3-2014                                                              | Larnaca                                                               | Canada                                                                | 3 – 1                                                                 | Italia                                                                | Cyprus Cup 2014 - 1º turno                                            | -                                                                     |                                                                       |
| 10-3-2014                                                             | Nicosia                                                               | Inghilterra                                                           | 2 – 0                                                                 | Canada                                                                | Cyprus Cup 2014 - 1º turno                                            | -                                                                     |                                                                       |
| 12-3-2014                                                             | Nicosia                                                               | Irlanda                                                               | 1 – 2                                                                 | Canada                                                                | Cyprus Cup 2014 - Finale 3º posto                                     | -                                                                     |                                                                       |
| 18-6-2014                                                             | Calgary                                                               | Canada                                                                | 1 – 2                                                                 | Germania                                                              | Amichevole                                                            | -                                                                     |                                                                       |
| 25-10-2014                                                            | Edmonton                                                              | Canada                                                                | 0 – 3                                                                 | Brasile                                                               | Amichevole                                                            | -                                                                     |                                                                       |
| 28-10-2014                                                            | Vancouver                                                             | Canada                                                                | 2 – 3                                                                 | Giappone                                                              | Amichevole                                                            | -                                                                     |                                                                       |
| 23-11-2014                                                            | Buenos Aires                                                          | Argentina                                                             | 0 – 1                                                                 | Canada                                                                | Amichevole                                                            | -                                                                     |                                                                       |
| 26-11-2014                                                            | Stoccolma                                                             | Svezia                                                                | 1 – 1                                                                 | Canada                                                                | Amichevole                                                            | 1                                                                     |                                                                       |
| 11-1-2015                                                             | Taegu                                                                 | Corea del Sud                                                         | 1 – 2                                                                 | Canada                                                                | Amichevole                                                            | -                                                                     |                                                                       |
| 13-1-2015                                                             | Città del Messico                                                     | Messico                                                               | 1 – 2                                                                 | Canada                                                                | Amichevole                                                            | 1                                                                     |                                                                       |
| 15-1-2015                                                             | Shanghai                                                              | Cina                                                                  | 1 – 2                                                                 | Canada                                                                | Amichevole                                                            | 2                                                                     |                                                                       |
| 4-3-2015                                                              | Nicosia                                                               | Scozia                                                                | 0 – 2                                                                 | Canada                                                                | Cyprus Cup 2015 - 1º turno                                            | 1                                                                     |                                                                       |
| 6-3-2015                                                              | Larnaca                                                               | Canada                                                                | 1 – 0                                                                 | Corea del Sud                                                         | Cyprus Cup 2015 - 1º turno                                            | 1                                                                     |                                                                       |
| 9-3-2015                                                              | Nicosia                                                               | Italia                                                                | 0 – 1                                                                 | Canada                                                                | Cyprus Cup 2015 - 1º turno                                            | -                                                                     |                                                                       |
| 11-3-2015                                                             | Larnaca                                                               | Canada                                                                | 0 – 1                                                                 | Inghilterra                                                           | Cyprus Cup 2015 - Finale                                              | -                                                                     |                                                                       |
| 9-4-2015                                                              | Reims                                                                 | Francia                                                               | 1 – 0                                                                 | Canada                                                                | Amichevole                                                            | -                                                                     |                                                                       |
| 29-5-2015                                                             | Hamilton                                                              | Canada                                                                | 1 – 0                                                                 | Inghilterra                                                           | Amichevole                                                            | 1                                                                     |                                                                       |
| 6-6-2015                                                              | Edmonton                                                              | Canada                                                                | 1 – 0                                                                 | Cina                                                                  | Mondiali 2015 - 1º turno                                              | 1                                                                     |                                                                       |
| 9-6-2015                                                              | Edmonton                                                              | Canada                                                                | 0 – 0                                                                 | Nuova Zelanda                                                         | Mondiali 2015 - 1º turno                                              | -                                                                     |                                                                       |
| 15-6-2015                                                             | Montréal                                                              | Paesi Bassi                                                           | 1 – 1                                                                 | Canada                                                                | Mondiali 2015 - 1º turno)                                             | -                                                                     |                                                                       |
| 22-6-2015                                                             | Vancouver                                                             | Canada                                                                | 1 – 0                                                                 | Svizzera                                                              | Mondiali 2015 - Ottavi di finale                                      | -                                                                     |                                                                       |
| 28-6-2015                                                             | Vancouver                                                             | Inghilterra                                                           | 2 – 1                                                                 | Canada                                                                | Mondiali 2015 - Quarti di finale                                      | 1                                                                     |                                                                       |
| 9-12-2015                                                             | Burnaby                                                               | Canada                                                                | 3 – 0                                                                 | Messico                                                               | Amichevole                                                            | 1                                                                     |                                                                       |
| 13-12-2015                                                            | Winnipeg                                                              | Canada                                                                | 4 – 0                                                                 | Trinidad e Tobago                                                     | Amichevole                                                            | 1                                                                     |                                                                       |
| 16-12-2015                                                            | Stoccarda                                                             | Germania                                                              | 2 – 1                                                                 | Canada                                                                | Amichevole                                                            | 1                                                                     |                                                                       |
| 20-12-2015                                                            | Recife                                                                | Brasile                                                               | 3 – 1                                                                 | Canada                                                                | Amichevole                                                            | -                                                                     |                                                                       |
| 11-2-2016                                                             | Toronto                                                               | Canada                                                                | 5 – 0                                                                 | Guyana                                                                | Amichevole                                                            | -                                                                     |                                                                       |
| 14-2-2016                                                             | Vancouver                                                             | Canada                                                                | 6 – 0                                                                 | Trinidad e Tobago                                                     | Amichevole                                                            | 1                                                                     |                                                                       |
| 19-2-2016                                                             | Calgary                                                               | Canada                                                                | 5 – 1                                                                 | Costa Rica                                                            | Amichevole                                                            | 2                                                                     |                                                                       |
| 21-2-2016                                                             | Houston                                                               | Stati Uniti                                                           | 2 – 0                                                                 | Canada                                                                | Amichevole                                                            | -                                                                     |                                                                       |
| 2-3-2016                                                              | Albufeira                                                             | Canada                                                                | 0 – 1                                                                 | Danimarca                                                             | Algarve Cup 2016 - 1º turno                                           | 1                                                                     |                                                                       |
| 4-3-2016                                                              | Vila Real de Santo António                                            | Canada                                                                | 1 – 0                                                                 | Belgio                                                                | Algarve Cup 2016 - 1º turno                                           | -                                                                     |                                                                       |
| 7-3-2016                                                              | Lagos                                                                 | Canada                                                                | 1 – 0                                                                 | Islanda                                                               | Algarve Cup 2016 - 1º turno                                           | -                                                                     |                                                                       |
| 9-3-2016                                                              | Lagos                                                                 | Brasile                                                               | 2 – 1                                                                 | Canada                                                                | Algarve Cup 2016 - Finale                                             | -                                                                     |                                                                       |
| 4-6-2016                                                              | Saskatoon                                                             | Canada                                                                | 0 – 2                                                                 | Stati Uniti                                                           | Amichevole                                                            | -                                                                     |                                                                       |
| 7-6-2016                                                              | Ottawa                                                                | Canada                                                                | 1 – 0                                                                 | Brasile                                                               | Amichevole                                                            | -                                                                     |                                                                       |
| 20-6-2016                                                             | Hangzhou                                                              | Cina                                                                  | 0 – 1                                                                 | Canada                                                                | Amichevole                                                            | -                                                                     |                                                                       |
| 23-6-2016                                                             | Parigi                                                                | Francia                                                               | 1 – 0                                                                 | Canada                                                                | Amichevole                                                            | -                                                                     |                                                                       |
| 3-8-2016                                                              | Belo Horizonte                                                        | Canada                                                                | 2 – 0                                                                 | Australia                                                             | Olimpiadi 2016 - 1º turno)                                            | 1                                                                     |                                                                       |
| 6-8-2016                                                              | San Paolo                                                             | Canada                                                                | 3 – 1                                                                 | Zimbabwe                                                              | Olimpiadi 2016 - 1º turno                                             | 1                                                                     |                                                                       |
| 9-8-2016                                                              | Brasilia                                                              | Canada                                                                | 2 – 1                                                                 | Germania                                                              | Olimpiadi 2016 - 1º turno                                             | -                                                                     |                                                                       |
| 12-8-2016                                                             | San Paolo                                                             | Canada                                                                | 1 – 0                                                                 | Francia                                                               | Olimpiadi 2016 - Quarti di finale                                     | -                                                                     |                                                                       |
| 16-8-2016                                                             | Belo Horizonte                                                        | Germania                                                              | 2 – 0                                                                 | Canada                                                                | Olimpiadi 2016 - Semifinale                                           | -                                                                     |                                                                       |
| 19-8-2016                                                             | San Paolo                                                             | Brasile                                                               | 1 – 2                                                                 | Canada                                                                | Olimpiadi 2016 - Finale 3º posto                                      | 1                                                                     |                                                                       |
| 11-2-2017                                                             | Vancouver                                                             | Canada                                                                | 3 – 2                                                                 | Messico                                                               | Amichevole                                                            | -                                                                     |                                                                       |
| 1-3-2017                                                              | Albufeira                                                             | Danimarca                                                             | 0 – 1                                                                 | Canada                                                                | Algarve Cup 2017 - 1º turno                                           | 1                                                                     |                                                                       |
| 3-3-2017                                                              | Faro                                                                  | Russia                                                                | 1 – 2                                                                 | Canada                                                                | Algarve Cup 2017 - 1º turno                                           | 1                                                                     |                                                                       |
| 6-3-2017                                                              | Faro                                                                  | Canada                                                                | 0 – 0                                                                 | Portogallo                                                            | Algarve Cup 2017 - 1º turno                                           | -                                                                     |                                                                       |
| 8-3-2017                                                              | Faro                                                                  | Spagna                                                                | 1 – 0                                                                 | Canada                                                                | Algarve Cup 2017 - Finale                                             | -                                                                     |                                                                       |
| 6-4-2017                                                              | Stoccolma                                                             | Svezia                                                                | 0 – 1                                                                 | Canada                                                                | Amichevole                                                            | -                                                                     |                                                                       |
| 9-4-2017                                                              | Berlino                                                               | Germania                                                              | 2 – 1                                                                 | Canada                                                                | Amichevole                                                            | -                                                                     |                                                                       |
| 8-6-2017                                                              | Winnipeg                                                              | Canada                                                                | 3 – 1                                                                 | Costa Rica                                                            | Amichevole                                                            | 1                                                                     |                                                                       |
| 11-6-2017                                                             | Calgary                                                               | Canada                                                                | 6 – 0                                                                 | Panama                                                                | Amichevole                                                            | -                                                                     |                                                                       |
| 10-11-2017                                                            | Toronto                                                               | Canada                                                                | 1 – 1                                                                 | Stati Uniti                                                           | Amichevole                                                            | -                                                                     |                                                                       |
| 13-11-2017                                                            | Dallas                                                                | Stati Uniti                                                           | 3 – 1                                                                 | Canada                                                                | Amichevole                                                            | -                                                                     |                                                                       |
| 28-11-2017                                                            | Toronto                                                               | Canada                                                                | 3 – 2                                                                 | Norvegia                                                              | Amichevole                                                            | 1                                                                     |                                                                       |
| 28-2-2018                                                             | Parchal                                                               | Canada                                                                | 1 – 3                                                                 | Svezia                                                                | Algarve Cup 2018 - 1º turno                                           | -                                                                     |                                                                       |
| 2-3-2018                                                              | Faro                                                                  | Russia                                                                | 0 – 1                                                                 | Canada                                                                | Algarve Cup 2018 - 1º turno                                           | -                                                                     |                                                                       |
| 5-3-2018                                                              | Lagos                                                                 | Corea del Sud                                                         | 0 – 3                                                                 | Canada                                                                | Algarve Cup 2018 - 1º turno                                           | 2                                                                     |                                                                       |
| 7-3-2018                                                              | Parchal                                                               | Canada                                                                | 2 – 0                                                                 | Giappone                                                              | Algarve Cup 2018 - Finale 5º posto                                    | -                                                                     |                                                                       |
| 9-4-2018                                                              | Victoria                                                              | Canada                                                                | 0 – 1                                                                 | Francia                                                               | Amichevole                                                            | -                                                                     |                                                                       |
| 10-6-2018                                                             | Calgary                                                               | Canada                                                                | 2 – 3                                                                 | Germania                                                              | Amichevole                                                            | 1                                                                     |                                                                       |
| 2-9-2018                                                              | Ottawa                                                                | Canada                                                                | 1 – 0                                                                 | Brasile                                                               | Amichevole                                                            | -                                                                     |                                                                       |
| 6-10-2018                                                             | Vancouver                                                             | Canada                                                                | 2 – 0                                                                 | Giamaica                                                              | Qual. Mondiali 2019                                                   | -                                                                     |                                                                       |
| 9-10-2018                                                             | L'Avana                                                               | Cuba                                                                  | 0 – 12                                                                | Canada                                                                | Qual. Mondiali 2019                                                   | 1                                                                     |                                                                       |
| 12-10-2018                                                            | San José                                                              | Costa Rica                                                            | 1 – 3                                                                 | Canada                                                                | Qual. Mondiali 2019                                                   | 1                                                                     |                                                                       |
| 14-10-2018                                                            | Panama                                                                | Panama                                                                | 0 – 7                                                                 | Canada                                                                | Qual. Mondiali 2019                                                   | 2                                                                     |                                                                       |
| 18-10-2018                                                            | Toronto                                                               | Canada                                                                | 0 – 2                                                                 | Stati Uniti                                                           | Qual. Mondiali 2019                                                   | -                                                                     |                                                                       |
| 22-1-2019                                                             | Kitchener                                                             | Canada                                                                | 1 – 0                                                                 | Norvegia                                                              | Amichevole                                                            | 1                                                                     |                                                                       |
| 27-2-2019                                                             | Parchal                                                               | Canada                                                                | 0 – 0                                                                 | Islanda                                                               | Algarve Cup 2019 - 1º turno                                           | -                                                                     |                                                                       |
| 1-3-2019                                                              | Lagos                                                                 | Scozia                                                                | 0 – 1                                                                 | Canada                                                                | Algarve Cup 2019 - 1º turno                                           | 1                                                                     |                                                                       |
| 6-3-2019                                                              | Faro                                                                  | Canada                                                                | 0 – 0                                                                 | Svezia                                                                | Algarve Cup 2019 - Finale 3º posto                                    | -                                                                     |                                                                       |
| 5-4-2019                                                              | Londra                                                                | Inghilterra                                                           | 0 – 1                                                                 | Canada                                                                | Amichevole                                                            | 1                                                                     |                                                                       |
| 8-4-2019                                                              | Saskatoon                                                             | Canada                                                                | 2 – 1                                                                 | Nigeria                                                               | Amichevole                                                            | -                                                                     |                                                                       |
| 18-5-2019                                                             | Winnipeg                                                              | Canada                                                                | 3 – 0                                                                 | Messico                                                               | Amichevole                                                            | 1                                                                     |                                                                       |
| 24-5-2019                                                             | Barcellona                                                            | Spagna                                                                | 0 – 0                                                                 | Canada                                                                | Amichevole                                                            | -                                                                     |                                                                       |
| 10-6-2019                                                             | Montpellier                                                           | Canada                                                                | 1 – 0                                                                 | Camerun                                                               | Mondiali 2019 - 1º turno                                              | -                                                                     |                                                                       |
| 15-6-2019                                                             | Grenoble                                                              | Canada                                                                | 2 – 0                                                                 | Nuova Zelanda                                                         | Mondiali 2019 - 1º turno                                              | -                                                                     |                                                                       |
| 20-6-2019                                                             | Reims                                                                 | Paesi Bassi                                                           | 2 – 1                                                                 | Canada                                                                | Mondiali 2019 - 1º turno                                              | 1                                                                     |                                                                       |
| 24-6-2019                                                             | Parigi                                                                | Svezia                                                                | 1 – 0                                                                 | Canada                                                                | Mondiali 2019 - Ottavi di finale                                      | -                                                                     |                                                                       |
| 6-10-2019                                                             | Kyoto                                                                 | Giappone                                                              | 4 – 0                                                                 | Canada                                                                | Amichevole                                                            | -                                                                     |                                                                       |
| 29-1-2020                                                             | Montréal                                                              | Canada                                                                | 11 – 0                                                                | Saint Kitts e Nevis                                                   | Amichevole                                                            | 2                                                                     |                                                                       |
| 1-2-2020                                                              | Vancouver                                                             | Canada                                                                | 8 – 0                                                                 | Giamaica                                                              | Amichevole                                                            | -                                                                     |                                                                       |
| 4-2-2020                                                              | Ottawa                                                                | Canada                                                                | 2 – 0                                                                 | Messico                                                               | Amichevole                                                            | 1                                                                     |                                                                       |
| 7-2-2020                                                              | Hamilton                                                              | Canada                                                                | 1 – 0                                                                 | Costa Rica                                                            | Amichevole                                                            | -                                                                     |                                                                       |
| 9-2-2020                                                              | Calgary                                                               | Canada                                                                | 0 – 3                                                                 | Stati Uniti                                                           | Amichevole                                                            | -                                                                     |                                                                       |
| 4-3-2020                                                              | Saint-Denis                                                           | Francia                                                               | 1 – 0                                                                 | Canada                                                                | Amichevole                                                            | -                                                                     |                                                                       |
| 7-3-2020                                                              | Toronto                                                               | Canada                                                                | 0 – 0                                                                 | Paesi Bassi                                                           | Amichevole                                                            | -                                                                     |                                                                       |
| 10-3-2020                                                             | Belo Horizonte                                                        | Brasile                                                               | 2 – 2                                                                 | Canada                                                                | Amichevole                                                            | -                                                                     |                                                                       |
| 9-4-2021                                                              | Cardiff                                                               | Galles                                                                | 0 – 3                                                                 | Canada                                                                | Amichevole                                                            | -                                                                     |                                                                       |
| 21-7-2021                                                             | Sapporo                                                               | Giappone                                                              | 1 – 1                                                                 | Canada                                                                | Olimpiadi 2020 - 1º turno                                             | 1                                                                     |                                                                       |
| 24-7-2021                                                             | Sapporo                                                               | Cile                                                                  | 1 – 2                                                                 | Canada                                                                | Olimpiadi 2020 - 1º turno                                             | -                                                                     |                                                                       |
| 30-7-2021                                                             | Rifu                                                                  | Canada                                                                | 0 – 0 dts (4 - 3 dtr)                                                 | Brasile                                                               | Olimpiadi 2020 - Quarti di finale                                     | -                                                                     |                                                                       |
| 2-8-2021                                                              | Kashima                                                               | Stati Uniti                                                           | 0 – 1                                                                 | Canada                                                                | Olimpiadi 2020 - Semifinali                                           | -                                                                     | 87’                                                                   |
| 6-8-2021                                                              | Yokohama                                                              | Svezia                                                                | 1 – 1 dts (2 - 3 dtr)                                                 | Canada                                                                | Olimpiadi 2020 - Finale                                               | -                                                                     | 85’                                                                   |
| 23-10-2021                                                            | Ottawa                                                                | Canada                                                                | 5 – 1                                                                 | Nuova Zelanda                                                         | Amichevole                                                            | 1                                                                     | 63’                                                                   |
| 27-10-2021                                                            | Montréal                                                              | Canada                                                                | 1 – 0                                                                 | Irlanda                                                               | Amichevole                                                            | -                                                                     | 46’                                                                   |
| 26-11-2021                                                            | Città del Messico                                                     | Messico                                                               | 2 – 1                                                                 | Canada                                                                | Amichevole                                                            | -                                                                     | 46’                                                                   |
| 30-11-2021                                                            | Buenos Aires                                                          | Argentina                                                             | 0 – 0                                                                 | Canada                                                                | Amichevole                                                            | -                                                                     | 81’                                                                   |
| 9-4-2022                                                              | Toronto                                                               | Canada                                                                | 2 – 0                                                                 | Nigeria                                                               | Amichevole                                                            | -                                                                     | 76’                                                                   |
| Totale                                                                |                                                                       | Presenze                                                              | 309                                                                   |                                                                       | Reti                                                                  | 188                                                                   |                                                                       |

## Palmarès

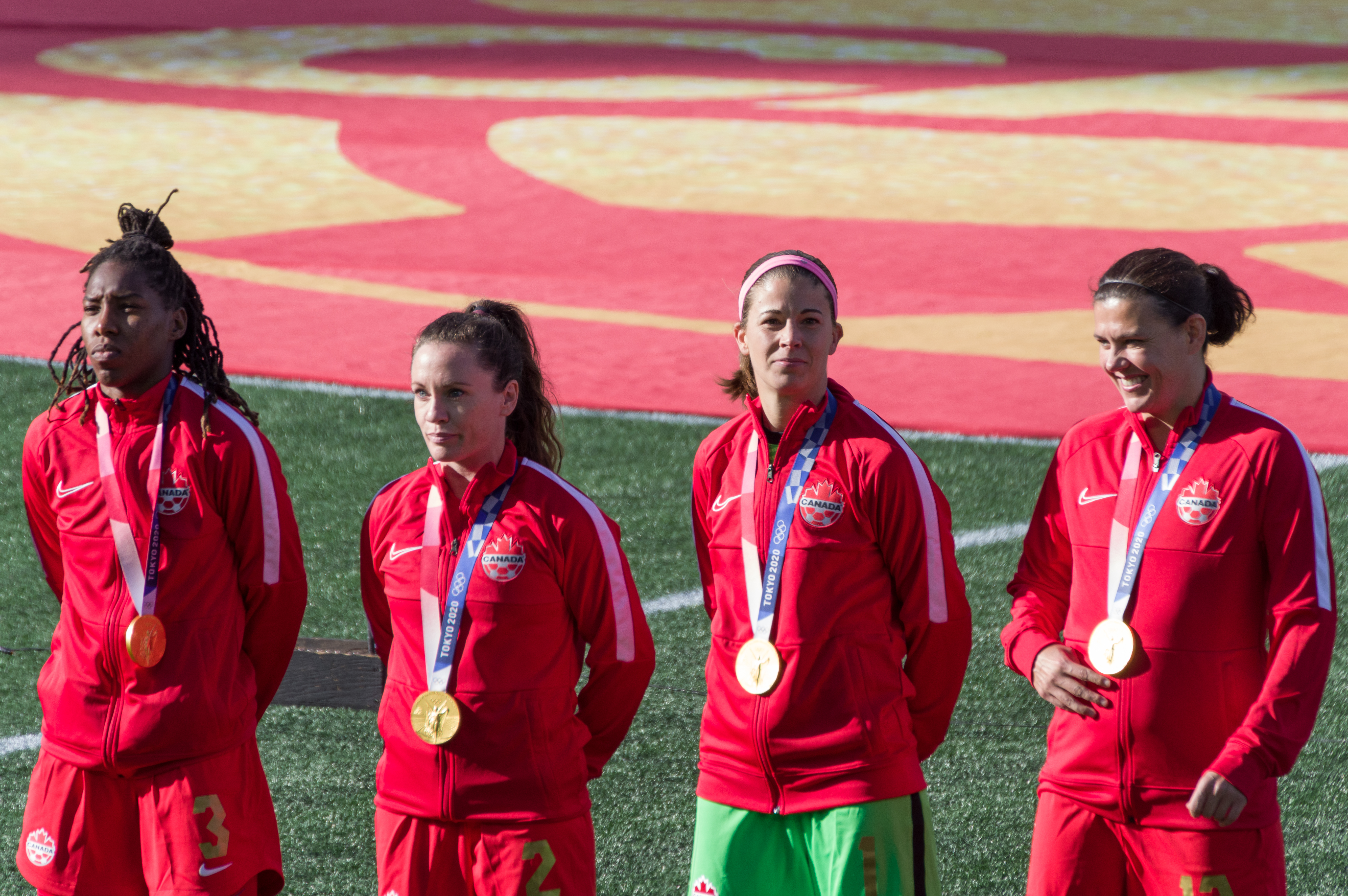
Da destra: Sinclair, Labbé, Chapman e Buchanan con la medaglia d'oro vinta poche settimane prima dalla nazionale canadese al torneo olimpico di

### Club
- WPS Championship: 1

Gold Pride: 2010
- WPS Championship: 1

Western New York Flash: 2011
- National Women's Soccer League: 3

Portland Thorns: 2013, 2017, 2022
- NWSL Challenge Cup: 1

Portland Thorns: 2021

### Nazionale
- CONCACAF Women's Championship: 1

2010
- Giochi panamericani: 1

Guadalajara 2011
- Bronzo olimpico: 2

Londra 2012
Rio de Janeiro 2016
- Algarve Cup: 1

2016
- Oro olimpico: 1

Tokyo 2020

### Individuale
- FIFA U-19 Women's World Championship Scarpa d'Oro: 1

2002
- FIFA U-19 Women's World Championship Golden Ball: 1

2002
- Canadian Players of the year: 7

2005, 2006, 2007, 2008, 2009, 2010, 2011
- FIFA Women's World Cup Scarpa di Bronzo: 1

2003
- Olimpiadi estive 2012 Scarpa d'Oro: 1

2012
- Hermann Trophy: 2

2004, 2005